# Stonerfilm
En stonerfilm (engelska: Stoner film) är en subgenre till komedifilmer som kretsar kring användningen av drogen cannabis.

## Exempel på filmer
- The Big Lebowski
- Fear and Loathing in Las Vegas
- Friday
- Pineapple Express